# حسن أحمد ساري
حسن أحمد ساري (بالتركية: Hasan Ahmet Sarı)‏ هو لاعب كرة قدم تركي في مركز الهجوم، ولد في 21 يناير 1992 في شيشلي في تركيا. شارك مع منتخب تركيا تحت 16 سنة لكرة القدم ‏ ومنتخب تركيا تحت 17 سنة لكرة القدم ومنتخب تركيا تحت 19 سنة لكرة القدم ومنتخب تركيا تحت 21 سنة لكرة القدم. أما مع النوادي، فقد لعب مع بطمان بترول سبور وطرابزون سبور وغيرسون سبور وفتحية سبور ومانيساسبور.

## وصلات خارجية
- حسن أحمد ساري على موقع الاتحاد الدولي (مؤرشف)  (الإنجليزية)
- حسن أحمد ساري على موقع الاتحاد الأوربي (الإنجليزية)
- حسن أحمد ساري على موقع اتحاد تركيا (لاعب) (الإنجليزية)
- حسن أحمد ساري على موقع قاعدة بيانات كرة القدم.إي يو (الإنجليزية)
- حسن أحمد ساري على موقع Soccerway.com (الإنجليزية)
- حسن أحمد ساري على موقع عالم كرة القدم.نت (الإنجليزية)